# Jean van de Velde (golfer)

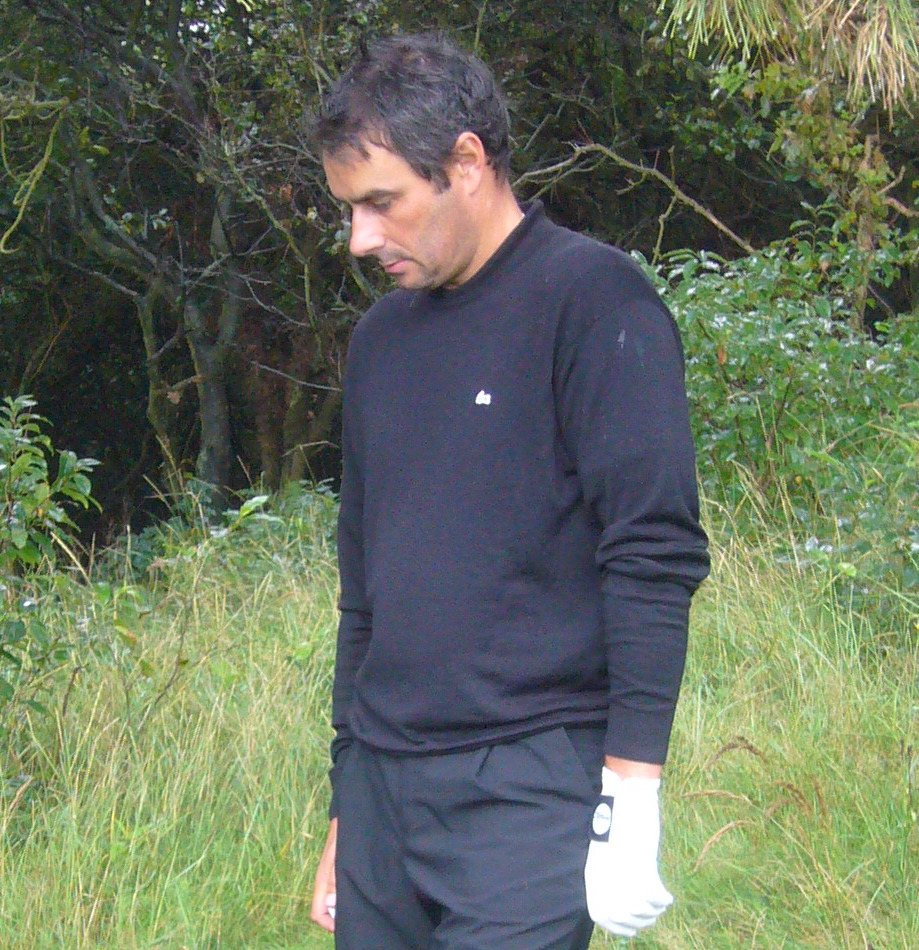
KLM Open 2008

Jean van de Velde (Mont-de-Marsan, 29 mei 1966) is een Franse golfprofessional.

## Amateur

### Gewonnen
Hij was een veelbelovend amateur; hij zat van 1979 tot 1986 in de nationale selectie.
- 1985: French Youths Championship
- 1986: French Youths Championship, French Amateur Championship

### Teams
- Eisenhower Trophy (namens Frankrijk): 1986
- St Andrews Trophy (namens Continentaal Europa): 1986

## Professional
In 1987 werd hij professional. In 1989 kwam Van de Velde als nieuwkomer op de Europese PGA Tour aan op Tenerife.   
In 1993 behaalde hij zijn eerste overwinning op de Tour, de Roma Masters.   
Enkele jaren kampte hij met blessures, maar in 2005 kwam hij terug en won bijna het Frans Open. In de play-off tegen Jean François Remesy sloeg hij zijn bal in het water en won Remesy.   
Van de Velde stond bij de 72ste hole tijdens het Brits Open van 1999 na de tweede en derde ronde aan de leiding. Op de 18de tee van de vierde ronde stond Van de Velde drie slagen voor op enkele anderen, maar eindigde met een triple bogey. Paul Lawrie maakte een ronde van 67 met een birdie op de laatste hole, en samen kwamen ze met Justin Leonard in een play-off. Leonard viel als eerste af, en werd derde. Op de vierde extra hole won Lawrie zijn eerste Major.   
Jean van de Velde werd later European Ryder Cup Director.

### Gewonnen

#### Nationaal
- 1988: UAP Under 25s European Open
- 1998: PGA Kampioenschap

#### Europese Tour
- 1993: Roma Masters
- 2006: Madeira Island Open Caixa Geral de Depositos

#### Elders
- 2011: PGA Kampioenschap (Hong Kong)

### Teams
- Ryder Cup (namens Europe): 1999
- Alfred Dunhill Cup (namens Frankrijk): 1990, 1992, 1994, 1997, 1998 en 1999
- World Cup (namens Frankrijk): 1989, 1990, 1991, 1992, 1993, 1994, 1995, 1996, 1997, 1998, 2000 en 2006
- Seve Trophy (namens Continentaal Europa): 2000 (winnaars), 2011 (captain)